# Rodrigo Fernández
Rodrigo Fernández Cedrés (Montevideo, 3 gennaio 1996) è un calciatore uruguaiano, centrocampista del Independiente in prestito dal Santos.

## Caratteristiche tecniche
È un mediano.

## Carriera

### Club
Cresciuto nel settore giovanile del Danubio, ha esordito in prima squadra il 3 settembre 2016 in occasione del match di campionato perso 2-1 contro i Rampla Juniors.

## Statistiche

### Presenze e reti nelle squadre di club
Statistiche aggiornate al 7 maggio 2025.
| Stagione        | Squadra           | Campionato      | Campionato | Campionato | Coppe nazionali | Coppe nazionali | Coppe nazionali | Coppe continentali | Coppe continentali | Coppe continentali | Altre coppe | Altre coppe | Altre coppe | Totale | Totale |
| Stagione        | Squadra           | Comp            | Pres       | Reti       | Comp            | Pres            | Reti            | Comp               | Pres               | Reti               | Comp        | Pres        | Reti        | Pres   | Reti   |
| --------------- | ----------------- | --------------- | ---------- | ---------- | --------------- | --------------- | --------------- | ------------------ | ------------------ | ------------------ | ----------- | ----------- | ----------- | ------ | ------ |
| 2016            | Danubio           | PD              | 9          | 0          | -               | -               | -               | -                  | -                  | -                  | -           | -           | -           | 9      | 0      |
| 2017            | Danubio           | PD              | 22         | 0          | -               | -               | -               | CS                 | 1                  | 0                  | -           | -           | -           | 23     | 0      |
| 2018            | Danubio           | PD              | 30         | 0          | -               | -               | -               | CS                 | 2                  | 0                  | -           | -           | -           | 32     | 0      |
| Totale Danubio  | Totale Danubio    | Totale Danubio  | 61         | 0          |                 | -               | -               |                    | 3                  | 0                  |             | -           | -           | 64     | 0      |
| 2019            | Guaraní           | PD              | 38         | 1          | -               | -               | -               | CS                 | 1                  | 0                  | -           | -           | -           | 39     | 1      |
| 2020            | Guaraní           | PD              | 23         | 3          | -               | -               | -               | CL                 | 8                  | 0                  | -           | -           | -           | 31     | 3      |
| 2021            | Guaraní           | PD              | 27         | 2          | -               | -               | -               | CL                 | 3                  | 0                  | -           | -           | -           | 30     | 2      |
| feb.-mar. 2022  | Guaraní           | PD              | 6          | 0          | -               | -               | -               | CL                 | 2                  | 0                  | -           | -           | -           | 8      | 0      |
| Totale Guaraní  | Totale Guaraní    | Totale Guaraní  | 94         | 6          |                 | -               | -               |                    | 14                 | 0                  |             |             |             | 108    | 6      |
| apr.-nov. 2022  | Santos            | A1/SP+A         | 0+29       | 0          | CB              | 4               | 1               | CS                 | 5                  | 0                  | -           | -           | -           | 38     | 1      |
| 2023            | Santos            | A1/SP+A         | 5+30       | 0+1        | CB              | 6               | 0               | CS                 | 4                  | 0                  | -           | -           | -           | 45     | 1      |
| Totale Santos   | Totale Santos     | Totale Santos   | 5+59       | 0+1        |                 | 10              | 1               |                    | 9                  | 0                  |             | -           | -           | 83     | 2      |
| 2024            | Newell's Old Boys | PD              | 17         | 0          | CA+CdL          | 3+11            | 0               | -                  | -                  | -                  | -           | -           | -           | 31     | 0      |
| 2025            | Independiente     | PD              | 6          | 0          | CA              | 0               | 0               | CS                 | 4                  | 0                  | -           | -           | -           | 10     | 0      |
| Totale carriera | Totale carriera   | Totale carriera | 242        | 7          |                 | 24              | 1               |                    | 30                 | 0                  |             | -           | -           | 296    | 8      |